# 속귀신경

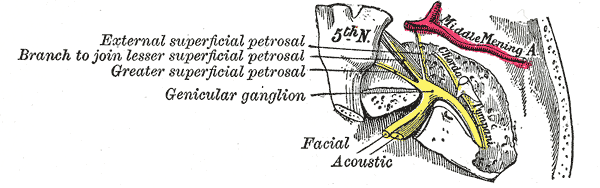

속귀신경(vestibulocochlear nerve) 또는 전정와우신경은 12개의 뇌신경 중 8번째 신경으로, 내이로부터 두뇌까지 소리와 평형 정보를 전달한다. 전정달팽이신경(前庭-神經), 청신경(聽神經)이라고도 한다.

## 구조 및 기능
속귀신경은 내이의 감각세포(유모세포)로부터 두뇌까지 정보를 전달한다. 청신경은 청각에 대한 정보를 전달하는 달팽이신경과 평형에 대한 정보를 전달하는 안뜰신경으로 구성되어 있다. 속귀신경은 연수에서 나와 측두골에 있는 내이도를 통과하여 두개골 내부를 빠져나온다.

## 청신경의 주행 경로
달팽이신경(VIIIc)은 달팽이축 (modiolus) 에 위치한 나선신경절(spiral ganglion)에서 기원한 양극신경원(bipolar neuron)의 중추돌기(central process)가 이루는 신경이다.
나선신경절 신경원의 말초돌기는 달팽이관(cochlear duct)의 아래쪽에 위치한 코르티기관(organ of Corti)의 유모세포(hair cell)에 분포하므로 청각을 담당한다.
나선신경절 신경원의 중추돌기가 이루는 달팽이신경(VIIIc)은 전정신경, 안면신경과 함께 내이도를 지나 소뇌교뇌각에서 전정신경의 외측 등쪽, 약간 아래쪽에서 뇌간으로 들어간다.
뇌간으로 들어간 일차청각섬유(primary auditory fiber)는 배쪽달팽이핵(ventral cochlear nucleus)과 등쪽달팽이핵(dorsal cochlear nucleus)에서 종지한다.
달팽이신경에는 상올리브핵(superior olivary nucleus)에서 기원되는 원심섬유(올리브달팽이섬유다발, olivocochlear bundle)도 섞여 있다.

## 같이 보기
- 청각계

1. ↑  대한의협 의학용어 사전, 대한해부학회 의학용어 사전 https://www.kmle.co.kr/search.php?Search=vestibulocochlear+nerve&EbookTerminology=YES&DictAll=YES&DictAbbreviationAll=YES&DictDefAll=YES&DictNownuri=YES&DictWordNet=YES